# 1530-as évek
Évszázadok: 15. század · 16. század · 17. század
Évtizedek: 1480-as évek · 1490-es évek · 1500-as évek · 1510-es évek · 1520-as évek · 1530-as évek · 1540-es évek · 1550-es évek · 1560-as évek · 1570-es évek · 1580-as évek
Évek: 1530 · 1531 · 1532 · 1533 · 1534 · 1535 · 1536 · 1537 · 1538 · 1539

## Háború és politika
- 1531 – Svájcban a kappeli csatában a katolikus erdei kantonok legyőzik a zwingliánus városi kantonokat
- 1532 – Francisco Pizarro elfoglalja az Inka Birodalom fővárosát, Cuzcót
- 1532 – Török hadjárat Bécs ellen (a haderő Kőszeg váránál elakad)
- 1538 – A törökök Prevezánál legyőzik a velencei flottát
- 1538 – I. Ferdinánd és Szapolyai János békekötése Váradon

## Események és irányzatok
- 1534 – Jacques Cartier partraszáll a mai Kanada területén
- 1535 – a mai Mexikó területén létrejön Új-Spanyolország Alkirályság

## Vallás
- 1529–1536 – Az angliai parlament kidolgozza az anglikán egyház alapelveit. Eredményeképpen 1533-tól az uralkodó lesz az egyházfő.
- 1530 – a Német-római Birodalom augsburgi birodalmi gyűlésén Philipp Melanchthon előterjeszti az ágostai hitvallást
- 1534 – Párizs-ban megalakul a jezsuita rend
- 1536 – megjelenik Kálvin műve, „A keresztyén vallás tanítása”

## A világ vezetői
- VIII. Henrik (Anglia)
- I. Ferenc (Franciaország)
- V. Károly (Német-római Birodalom, Spanyolország)
- I. Szulejmán (Oszmán Birodalom)
- VII. Kelemen, III. Pál (pápai állam)
- I. Ferdinánd (Magyar Királyság)  (1526–1564† )
- Szapolyai János (Magyar Királyság) (1526–1540† )